# Księstwo opolskie
Księstwo opolskie (cz. Opolské knížectví, niem. Herzogtum Oppeln) – księstwo istniejące w latach 1172–1202 oraz w 1281/1282–1521.

## Historia
Pierwotnie księstwo powstało w 1172 r. jako dzielnica dla najstarszego syna Bolesława I Wysokiego – Jarosława. Na krótko księstwo opolskie przestało istnieć w latach 1201–1202, kiedy zostało przyłączone do księstwa wrocławskiego. W 1202 r. w wyniku wojny pomiędzy Henrykiem I Brodatym a Mieszkiem I Plątonogim znalazło się pod panowaniem tego drugiego. W ten sposób powstało księstwo opolsko-raciborskie, które swoim zasięgiem obejmowało oprócz Opola i Raciborza również Bytom, Koźle, Lubliniec, Cieszyn i Oświęcim. Pomimo połączenia z księstwem raciborskim Opole zachowało charakter stolicy władztwa. 
W latach 1230–1239 po śmierci syna Mieszka – Kazimierza księstwo znalazło się pod panowaniem Henryków Śląskich – najpierw Henryka Brodatego (do 1238 r.) potem na krótko Henryka II Pobożnego.
Od 1239 r. księstwo opolsko-raciborskie wróciło pod panowanie  Piastów linii opolsko-raciborskiej – Mieszka II Otyłego (1239–1246) i Władysława (1246–1281/1282).
Ponownie do powstania właściwego księstwa opolskiego doszło po śmierci Władysława w 1281 lub 1282 r., kiedy to jednolite księstwo opolsko-raciborskie uległo podziałowi na cztery dzielnice: opolską, bytomską, raciborską i cieszyńską. Podział ten doszedł do skutku dwoma etapami najpierw utworzono księstwo opolskie i raciborskie, by odpowiednio z podziałów w 1284 r. i 1290 r. wydzielić z nich jeszcze księstwa bytomskie i cieszyńskie. Księstwo opolskie objął założyciel opolskiej linii Piastów – Bolko I.
W skład księstwo opolskiego oprócz Opola weszły wówczas: Niemodlin, Strzelce Opolskie, Olesno i okresowo w latach 1305–1313 ziemia wieluńska.
Powyższy kształt terytorialny nie przetrwał długo, gdyż już w 1313 r. od księstwa opolskiego odłączyło się księstwo niemodlińskie, zaś w 1323 r. księstwo strzeleckie. Odtąd księstwo zostało ograniczone do niewielkiego obszaru wokół Opola. Wprawdzie Władysław Opolczyk przyłączył do Opola ziemię wieluńską, częstochowską, głogówecką i karniowską, nie były to jednak nabytki trwałe i jeszcze przed zgonem Władysława ziemie te zostały utracone (z wyjątkiem Głogówka). 
Do ponownego połączenia Niemodlina i Strzelec z księstwem opolskim i otworzenia granic z 1313 r. doszło w 1460 r. a dokonał tego Mikołaj I. Zjednoczone księstwo opolskie przetrwało już do wygaśnięcia opolskiej linii Piastów w 1532 r.(z wyjątkiem okresu 1476–1497, kiedy księstwo niemodlińskie stanowiło oddzielną dzielnicę). Ostatnim księciem opolskim z rodu Piastów był panujący w latach 1476–1532 Jan II Dobry. Zdołał on połączyć z księstwem opolskim: Gliwice (1494), Toszek (1495), Bytom (1498), Koźle (1509), wreszcie w 1521 r. Racibórz.
Od tego momentu księstwo opolskie połączone z Raciborskim dzieliło wspólnie koleje losu jako księstwa opolsko-raciborskiego tzn. najpierw w 1532 r. po bezpotomnej śmierci Jana II Dobrego dostało się pod panowanie Hohenzollernów, jako lenników czeskich, w latach 1552–1645, a w latach 1646–1666 stało się zastawem polskich Wazów, by od 1666 r. znajdować się pod bezpośrednim panowaniem Habsburgów. Od 1742 r. obszar księstwa opolskiego znalazł się w granicach Prus.